# 澳門維基媒體協會
澳門維基媒體協會（英語：Wikimedia Macau Association，以下簡稱為協會），是澳門的維基媒體使用者自行組織的地區性組織，於2009年4月29日正式刊憲成立，2011年4月24日正式獲維基媒體基金會承認為地方分會。維基媒體基金會在2017年2月公開通知，指出由於澳門維基媒體協會未能如期交報告，未能成功聯絡該會代表，於2017年8月1日始終止章程協議時起，不承認澳門維基媒體協會為維基媒體基金會附屬機構及旗下地方分會。

## 宗旨
通過動員澳門永久居民自願性參與及致力推廣維基媒體計劃和相關計劃，以協助維基媒體基金會收集及編輯具教育意義知識，通過自由使用許可證或發布到公有領域，有效地向世界分享上述知識，促進澳門教育事業以及各種知識在澳門傳播。

## 活動
2009年12月26日至27日在澳門旅遊學院舉行第二屆中文維基年會，並由香港維基媒體協會協辦。